# Heinrich II. (Isenburg-Grenzau)

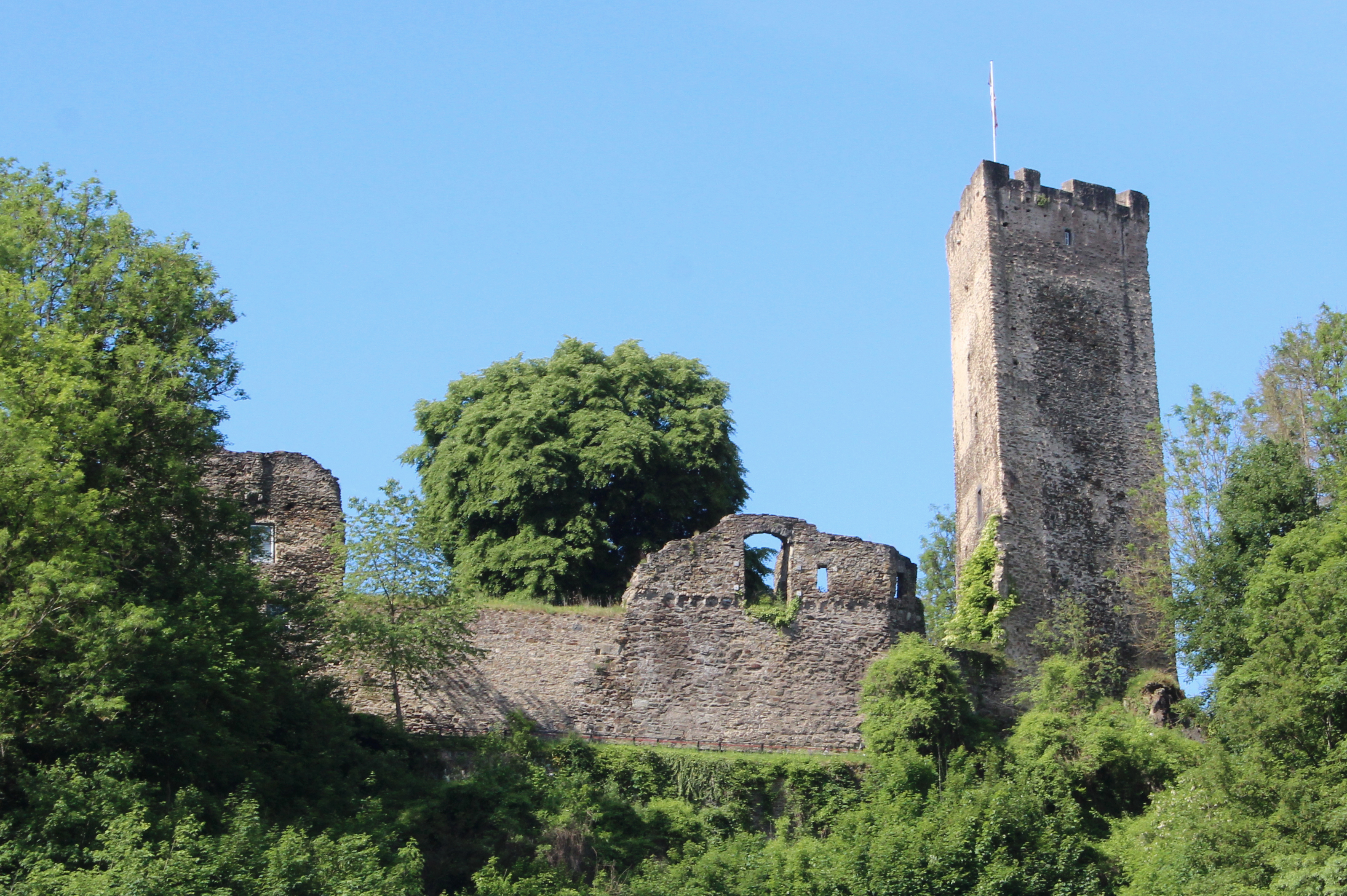
Burg Grenzau

Wappen der Linie Ober-Isenburg

Heinrich II. von Isenburg, auch Heinrich II. von Isenburg-Cleeberg (* um 1180; † zwischen 1222 und 1227) war Mitglied des Hauses Isenburg. Er war Herr von Isenburg und durch das Leininger Erbe seit 1220 Herr von Limburg und Cleeberg. Er baute vor 1213 die Burg Grenzau, womit er die ältere Linie von Isenburg-Grenzau gründete, und damit als Stammvater der Ober-Isenburger Linien gilt.

## Leben

### Herkunft und Familie
Heinrich war ein Sohn des seit 1171 auftauchenden Heinrich I. von Isenburg und einer namentlich unbekannten Gemahlin, möglicherweise stammte sie aus dem Hause Leiningen. Falls Heinrichs Mutter eine Schwester von Friedrich I. von Leiningen war, würde das Heinrichs Anteil am Leininger Erbe erklären, sowie am Cleeberger Erbe über Alveradis von Leiningen. 
Ein Bruder Heinrichs war Eberhard, der später Kanoniker der Mainzer Metropolitankirche wurde. Eberhard wurde außerdem am 30. November 1221 als Zeuge in einer Urkunde Friedrichs II. von Leiningen genannt, was die Wahrscheinlichkeit einer Leininger Mutter erhöht. Jutta von Isenburg, die Gemahlin von Anselm von Bicken, war eine Schwester Heinrichs. Eine weitere Schwester war Lukardis, die mit Heinrich von Dorfelden verheiratet war. Heinrichs Onkel war Gerlach I. von Kobern, Erbauer der Niederburg Kobern.

### Wirken
Im Jahr 1202 treten Heinrich und sein Bruder Eberhard erstmals in einer Urkunde des Erzbischofs Johann I. von Trier bei der Gründung der Abtei Sayn als Herren von Isenburg auf. Anwesend waren auch ihr Onkel Gerlach und dessen Sohn Gerlach II. von Kobern. Sein Vater Heinrich I. war also schon vor 1202 verstorben. Eberhard trat wohl schon früh in den Geistlichen stand ein, da er seit 1204 nicht mehr an der Seite seines Bruders auftaucht. Im Jahr 1233 wurde er schließlich von dem Mainzer Erzbischof Siegfried III. als Propst der Limburger Kirche eingesetzt. Nach vermehrtem Auftreten in den Jahren 1204 und 1209 baute Heinrich schließlich, so wie es Bruno I. von Isenburg-Braunsberg († 1210) bereits um 1200 getan hatte, um 1210 eine neue Burg.
Erstmals urkundlich erwähnt wurde die Burg am 6. Januar 1213, als in einer Urkunde die Beilegung eines Rechtsstreits über die Besitzverhältnisse an dem Bauplatz der Burg mit dem Kloster Maria Laach festgehalten wurde. Der Abtei gehörte neben dem Laacher Hofgut in der Grundherrschaft Bendorf auch noch ein Drittel des Burgberges.
Die Burg Grenzau bekam von Heinrich 1215 den altfranzösischen Namen Gransioie (frz. grande joie), was übersetzt Großfreuden heißt. Im Laufe der Zeit entwickelte sich daraus Grensove > Grensauwe > Grentzawe > Grenz und schließlich Grenzau. In dem Vergleich überließ Heinrich der Abtei Laach seine Güter zu Kruft als Ausgleich. In derselben Urkunde wird auch Heinrichs Gemahlin Irmgard sowie sein Sohn Heinrich nebst sämtlichen Kindern erstmals erwähnt, da sie auf die Allodialgüter zu Kruft zugunsten der Abtei verzichteten mussten. 
Gerlach II. von Büdingen nennt 1133 und 1137 Irmgards Kinder Heinrich III. und Gerlach I. von Limburg seine Neffen, wodurch man Irmgard dem Geschlecht der Herren von Büdingen zuordnen kann. Erneut kommen Heinrich und Irmgard im Jahr 1220 vor, als der Edle Henrich von Isenburch mit seiner Gemahlin Irmengard auf einem feierlichen Hoftage zu Frankfurt die kürzlich ererbten Rechte an den Kirchen zu Mörle und Holzburg dem deutschen Orden schenkt.

„Der Edle Henrich von Isenburch schenkt auf dem feierlichen Hoftage zu Frankfurt mit Consens seiner Gemahlin Irmengard und seiner Kinder dem deutschen Orden seine Rechte an den Kirchen zu Moerle und Hoilzburg. Unter den Zeugen der Erzbischof Theoderich von Trier.“

### Leininger Erbe
Im selben Jahr erbte Heinrich über seine Mutter nach dem Aussterben des Hauses Leiningen einen erheblichen Teil des Leininger Besitzes im Bereich des ehemaligen Niederlahngaues. Darunter zählten die Herrschaft Limburg und die Vogtei Villmar, die Grundherrschaft Meudt und ein Anteil an der Schaumburg. Zuletzt wird Heinrich 1222 als Zeuge unter anderem mit Heinrich III. von Sayn und Rosemann von Kempenich in einer königlichen Urkunde zu Aachen erwähnt. 1227 werden bereits seine Söhne Heinrich und Gerlach in gemeinsamen Besitz der Väterlichen Erbes bezeugt. Heinrich ist also zwischen dem 27. April 1222 und 1227 gestorben, seine Gemahlin Irmgard wird nach 1220 ebenfalls nicht mehr erwähnt. 
Nach Heinrichs Tod regierten seine zwei Söhne noch bis 1258 zusammen, wobei Gerlach I. sich bereits 1247 „Herr von Limburg“ nannte. Am 22. Mai 1258 teilten die Brüder dann endgültig ihre Herrschaften. Gerlach behielt die Herrschaft Limburg und Heinrich folgte seinem Vater um Grenzau und in Cleeberg. Ein Viertel der Herrschaft Cleeberg gelangte außerdem als Mitgift über Heinrichs Tochter Elisabeth an ihren Gemahl Gottfried II. von Eppstein. Erstmals treten 1280 die Herren von Eppstein gemeinsam mit den Isenburgern als Besitzer von Cleeberg und Besitzungen um Mörle auf.

## Nachkommen
Heinrich war mit Irmgard († nach 1220) verheiratet. Durch den Tod von Irmgards Bruder Gerlach II. von Büdingen († 1247), gelangte ein Anteil an der Herrschaft Büdingen in die Hände von Heinrich III. von Isenburg-Grenzau. Das paar hatte drei Söhne und vier Töchter: 
- Elisabeth (* um 1203 oder 1210/15; † 29. November 1272), ⚭ Gottfried II. (* um 1199; † zwischen dem 15. März 1272 und dem 30. September 1278), 1223–1278 Herr von Eppstein, ab 1244 zu einer Hälfte Besitzer der Grafschaft Wied, Sohn von Gottfried I. (* um 1169; † 1223), 1190–1223 Herr von Eppstein
- Adela (* um 1205; † etwa 1258), ⚭ Dietrich II. (* um 1195; † etwa 1251), 1210–1251 Herr von Isenburg-Kempenich
- Irmgard (* um 1207)
- Heinrich III. (* um 1210; † 1287), 1227–1258 gemeinsame Regierung mit Gerlach I., 1258–1287 Herr von Grenzau, 1258–1287 Herr von Cleeberg, 1252–1287 Herr von Büdingen, zwischen 1258 und 1259 Erbauer der Burg Arenfels, ⚭ Mechthild (* um 1210; † 1272), Tochter von Tochter von Lothar I. († 1215), Graf von Are-Hochstaden
- Gerlach I. (* um 1212; † Januar 1289 im Schwarzwald), 1227–1258 gemeinsame Regierung mit Heinrich II., 1258–1289 Herr von Limburg, ⚭ Imagina (* um 1210; † 3. November 1298), Tochter von Heinrich I. († nach 17. Dezember 1236/1237), Graf von Blieskastel
- Friedrich (* um 1215; † nach 1261), 1246–1261 Kanoniker in Köln
- Mechthild (* um 1220), ⚭ Gerlach I. von Dollendorf